# Diocesi di Bandung
La diocesi di Bandung (in latino Dioecesis Bandungensis) è una sede della Chiesa cattolica in Indonesia suffraganea dell'arcidiocesi di Giacarta. Nel 2022 contava 108.157 battezzati su 28.196.567 abitanti. È retta dal vescovo Antonius Franciskus Subianto Bunyamin, O.S.C.

## Territorio
La diocesi comprende la parte centro-orientale della provincia indonesiana di Giava Occidentale:
- le reggenze di Bandung, Bandung Occidentale, Garut, Indramayu, Karawang, Kuningan, Majalengka, Purwakarta, Subang, Sumedang, Tasikmalaya, Ciamis, Pangandaran e Cirebon;
- le municipalità di Bandung, Cirebon, Cimahi, Tasikmalaya e Banjar:

Sede vescovile è la città di Bandung, dove si trova la cattedrale di San Pietro.
Il territorio si estende su 22.883 km² ed è suddiviso in 28 parrocchie.

## Storia
La prefettura apostolica di Bandung fu eretta il 20 aprile 1932 con il breve Romanorum Pontificum di papa Pio XI, ricavandone il territorio dal vicariato apostolico di Batavia (oggi arcidiocesi di Giacarta).
Il 16 ottobre 1941 la prefettura apostolica fu elevata a vicariato apostolico con la bolla Quae rei catholicae di papa Pio XII.
Il 3 gennaio 1961 il vicariato apostolico è stato elevato a diocesi con la bolla Quod Christus di papa Giovanni XXIII.

## Cronotassi dei vescovi
Si omettono i periodi di sede vacante non superiori ai 2 anni o non storicamente accertati.
- Jacques Hubert Goumans, O.S.C. † (27 maggio 1932 - 3 marzo 1951 dimesso)
- Pierre Marin Arntz, O.S.C. † (10 gennaio 1952 - 25 aprile 1984 deceduto)
- Alexander Soetandio Djajasiswaja † (2 luglio 1984 - 19 gennaio 2006 deceduto)
  - Sede vacante (2006-2008)
- Johannes Maria Trilaksyanta Pujasumarta † (17 maggio 2008 - 12 novembre 2010 nominato arcivescovo di Semarang)
  - Sede vacante (2010-2014)[2]
- Antonius Franciskus Subianto Bunyamin, O.S.C., dal 3 giugno 2014

## Statistiche
La diocesi nel 2022 su una popolazione di 28.196.567 persone contava 108.157 battezzati, corrispondenti allo 0,4% del totale.
| anno | popolazione | popolazione | popolazione | presbiteri | presbiteri | presbiteri | presbiteri                | diaconi | religiosi | religiosi | parrocchie |
| anno | battezzati  | totale      | %           | numero     | secolari   | regolari   | battezzati per presbitero | diaconi | uomini    | donne     | parrocchie |
| ---- | ----------- | ----------- | ----------- | ---------- | ---------- | ---------- | ------------------------- | ------- | --------- | --------- | ---------- |
| 1950 | 16.570      | 6.532.457   | 0,3         | 29         | 1          | 28         | 571                       |         | 9         | 137       |            |
| 1970 | 28.796      | 11.065.330  | 0,3         | 39         | 3          | 36         | 738                       |         | 44        | 171       |            |
| 1980 | 42.321      | 15.340.000  | 0,3         | 53         | 1          | 52         | 798                       |         | 87        | 135       |            |
| 1990 | 65.150      | 17.915.000  | 0,4         | 60         | 4          | 56         | 1.085                     |         | 131       | 129       | 72         |
| 1999 | 83.170      | 26.000.000  | 0,3         | 76         | 14         | 62         | 1.094                     |         | 208       | 135       | 68         |
| 2000 | 90.939      | 19.900.000  | 0,5         | 83         | 16         | 67         | 1.095                     |         | 210       | 160       | 62         |
| 2001 | 88.263      | 24.000.000  | 0,4         | 77         | 18         | 59         | 1.146                     |         | 167       | 146       | 63         |
| 2002 | 94.569      | 25.000.000  | 0,4         | 80         | 20         | 60         | 1.182                     |         | 184       | 147       | 65         |
| 2003 | 96.954      | 25.000.000  | 0,4         | 88         | 21         | 67         | 1.101                     |         | 192       | 141       | 65         |
| 2004 | 96.864      | 35.000.000  | 0,3         | 76         | 20         | 56         | 1.274                     |         | 147       | 156       | 65         |
| 2006 | 102.035     | 40.000.000  | 0,3         | 80         | 27         | 53         | 1.275                     |         | 113       | 159       | 65         |
| 2012 | 87.247      | 27.018.000  | 0,3         | 106        | 34         | 72         | 823                       |         | 139       | 153       | 23         |
| 2015 | 100.625     | 29.018.059  | 0,3         | 111        | 35         | 76         | 906                       |         | 119       | 117       | 24         |
| 2018 | 97.793      | 30.353.840  | 0,3         | 115        | 36         | 79         | 850                       |         | 107       | 153       | 26         |
| 2020 | 102.060     | 30.988.000  | 0,3         | 127        | 38         | 89         | 803                       |         | 134       | 117       | 28         |
| 2022 | 108.157     | 28.196.567  | 0,4         | 108        | 42         | 66         | 1.001                     |         | 109       | 161       | 28         |